# Tito Júnio Montano
Tito Júnio Montano (em latim: Titus Junius Montanus) foi um senador romano da gente Júnia nomeado cônsul sufecto para o nundínio de maio a junho de 81 com Lúcio Vécio Paulo. Uma inscrição encontrada em Alexandria da Trôade indica que ele era nativo da cidade, o que faz de Montano o primeiro senador romano de origem grega conhecido. Ronald Syme o identifica como sendo o "lento senador gordo" citado por Juvenal e sugere que ele também pode ser o Montano citado em outra passagem do mesmo livro. A inscrição indica ainda que seu pai se chamava Caio e era da tribo Aniesus. Segundo Syme, ele é "patentemente" descendente de Tito Júnio Montano, um oficial equestre da mesma tribo que serviu no final do período augustano.

## Carreira
Montano começou sua carreira provavelmente ainda adolescente entre os tresviri aere argento auro flando feriundo, uma posição prestigiosa geralmente reservada a patrícios entre os vigintiviri. Seu próximo cargo foi de tribuno militar da V Macedonica. Como questor, Montano serviu na Bitínia e Ponto. Além disto, foi tribuno da plebe e pretor, tudo ainda na época de Nero, que aparentemente tinha o jovem Montano entre os seus favoritos.
Vespasiano tinha uma opinião diferente, pois o único cargo que Montano ocupou durante o reinado dele foi de governador pretoriano com poderes proconsulares da Sicília em uma data não especificada. Syme especula que ele teria obtido seu consulado sufecto por causa de um "favorecimento especial de Tito". Jones concorda que Tito tinha opinião contrária à de seu pai e especula que "talvez Montano e Tito tenha se conhecido na época de Nero, pois ambos tinham mais ou menos a mesma idade". Ele afirma ainda que Montano continuou nas graças das família imperial depois da morte de Tito "mais por sua amicabilidade do que por qualquer outra qualidade discernível".
A inscrição em Alexandria também identifica Montano como um dos sodais tícios e como patrono de uma cidade não nomeada.